# Премия Британской ассоциации научной фантастики
Премия Британской ассоциации научной фантастики (англ. British Science Fiction Association Award) (BSFA Award) — литературная премия, учрежденная Британской ассоциацией научной фантастики (BSFA) в 1970 году.
Присуждается за выдающиеся заслуги в создании произведений в области научной фантастики. Номинация и награждение лауреатов проводится на основании голосов, поданных членами BSFA.
Первоначально премия вручалась только в категории «Романов». В 1980, 1995 и 2002 годах число категорий было расширено. Ныне премии присуждаются в следующих категориях:
- BSFA Award for Best Novel (За лучший роман)
- BSFA Award for Best Short Fiction (За лучшую фантастическую повесть, рассказ)
- BSFA Award for Best Non-Fiction (За лучшую повесть, основанную на реальных фактах)
- BSFA Award for Best Artwork (За лучшую творческую работу)

## Лауреаты премии
В числе лауреатов премии в разные годы были:
- 1969 —  Джон Браннер в категории «Роман» за «Всем стоять на Занзибаре»,
- 1970 —  Джон Браннер в категории «Роман» за «The Jagged Orbit»
- 1971 — Брайан Олдисс в категории «Рассказ» за сборник «The Moment of Eclipse»
- 1973 — Артур Кларк в категории «Роман» за «Свидание с Рамой»
- 1974 — Кристофер Прист в категории «Роман» за «Опрокинутый мир»
- 1975 — Боб Шоу в категории «Роман» за «Orbitsville»
- 1976 — Джеймс Блиш
- 1978 — Филип Дик в категории «роман» за «Помутнение»
- 1981 — Роберт Холдсток
- 1984 — Роберт Холдсток
- 1986 — Боб Шоу в категории «Роман» за «The Ragged Astronauts»
- 1986 — Кит Робертс в категории «Иллюстрация» за иллюстрации к книге «Kaeti & Company»
- 1987 — Кит Робертс в категории «Роман» за «Gráinne»
- 1988 — Боб Шоу в категории «Рассказ» за Dark Night in Toyland
- 1989 — Терри Пратчетт «Пирамиды (Плоский мир)»
- 1993 — Гарри Килворт в категории «Рассказ» «The Ragthorn» (в соавт. с Робертом Холдстоком)
- 1995 — Брайан Стэблфорд в номинации «Лучшая повесть» — за сокращённую версию романа «Голод и экстаз вампиров»
- 2003 — Джон Кортней Гримвуд в номинации «Лучшая повесть» — за «Felaheen» (2003)
- 2010 — Адам Робертс в категории «Роман» за «Yellow Blue Tibia» (2009)
- 2013 — Адам Робертс в категории «Роман» за «Jack Glass» (2012)